# The Star Sisters
 (février 2017).
Si vous disposez d'ouvrages ou d'articles de référence ou si vous connaissez des sites web de qualité traitant du thème abordé ici, merci de compléter l'article en donnant les références utiles à sa vérifiabilité et en les liant à la section « Notes et références ».

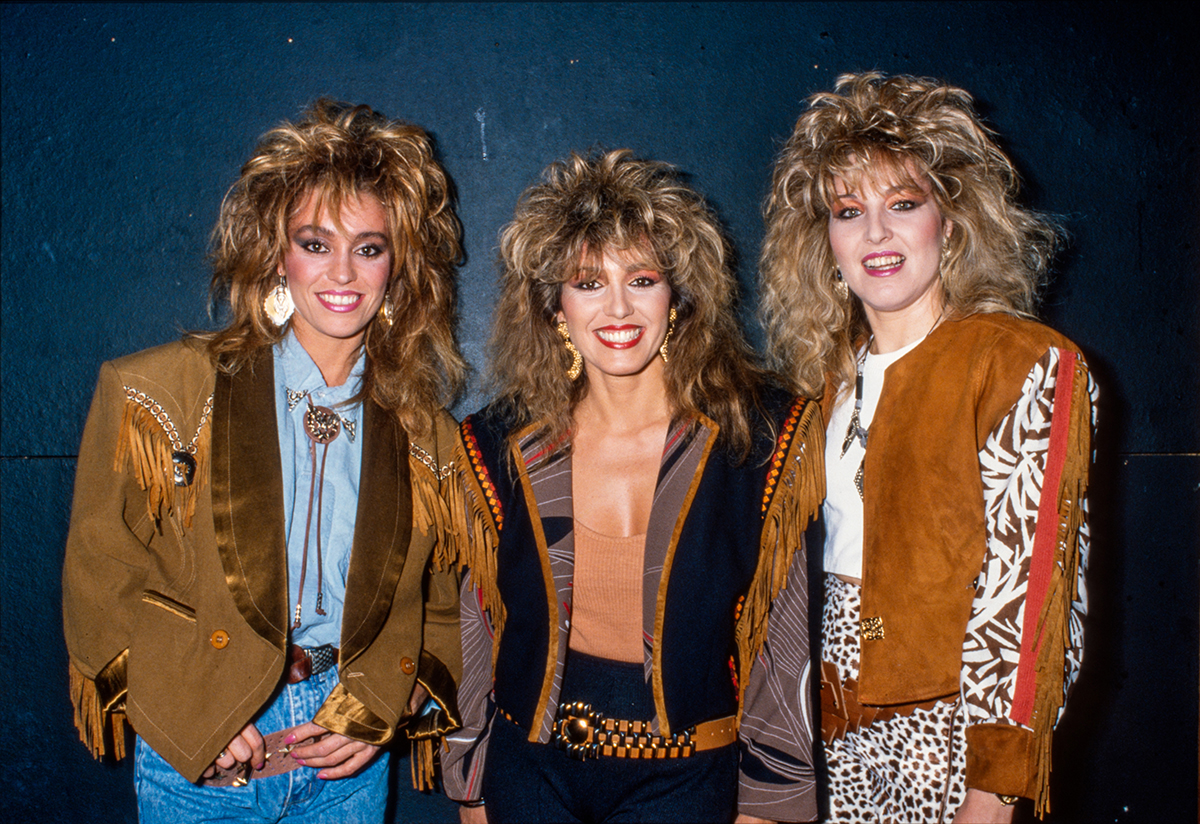

The Star Sisters est un groupe des Pays-Bas populaire dans les années 1980[réf. souhaitée].

## Histoire
Il est initialement composé des sœurs Patricia Paay et Yvonne Keeley, ainsi que de Sylvana van Veen* et produit par Jaap Eggermont. 
Patricia Paay est née le 07/04/1949 à Rotterdam, Yvonne Keeley le 06/09/1952, et Sylvana Van Veen en 1950.
Eggermont est un producteur dont le cœur de métier est la réalisation de medleys de succès anciens (The Beatles, ABBA, Stevie Wonder...) avec lesquels il a quelques succès en Europe et aux États-Unis. Il est à l'origine du projet Stars on 45.
*Sylvana Van Veen Maanurdin est aujourd'hui à la tête d'une société active dans l'immobilier, CYRUS INTERNATIONAL PROPERTIES BV, avec son mari Ron Van Veen. Leur société est active à travers le monde entier et leurs clients sont de riches propriétaires. 
En 1983, le premier album Tonight 20.00 hrs contient un medley en hommage à The Andrews Sisters et devient un succès international.
En 1984, sort Hooray for Hollywood, avec la chanson A tribute to Marilyn Monroe.
En 1985, Sylvana van Veen quitte le groupe, remplacée par Ingrid Ferdinandus. Cette même année sort l'Album Danger qui ne se contente plus de medleys mais comporte des titres modernes comme The duke of danse ou He's the One (I Love) et ont participer au projet du film le retour de Godzilla.
En 1986, sortent les SP New York City et Are you ready for my love.
En 1987 sort Bad girls, un medley de chansons sexy, mais le groupe rencontre de moins en moins de succès et finit par se séparer.
En 2007, à l'occasion de la sortie d'une compilation, le groupe se réunit et apparaît à la télévision néerlandais dans l'émission Dancing with the Stars. La compilation contient un remix de leur premier tube.
Les sœurs Paay connaissent de brillants succès dans leur pays, Yvonne Keeley en duo avec Scott Fitzgerald avec If I had words, en 1977 (qui sur un rythme de reggae, reprend une mélodie issue de la Symphonie nº 3 de Camille Saint-Saëns) et Patricia Paay avec Who's that lady with my man (second au hit-parade néerlandais).

## Sources
- Adapté du commentaire de raphsav sur https://www.youtube.com/watch?v=2uG7ihsmeew